# Cuenca hidrográfica del Segura

Cuenca Hidrográfica del Segura

La cuenca hidrográfica del Segura es la cuenca hidrográfica del río homónimo que discurre por el sureste de la península ibérica y desemboca en el mar Mediterráneo.

## Descripción
Tiene una superficie aproximada de 18.870 km², de las que 14.936 km² pertenecen a la propia cuenca del río Segura, y el resto a ramblas y ríos costeros de menor tamaño. Abarca territorio de cuatro comunidades autónomas, que son la Región de Murcia (prácticamente en su totalidad), la comunidad de Andalucía (provincias de Jaén, Granada y Almería), Castilla-La Mancha (provincia de Albacete) y la Comunidad Valenciana (provincia de Alicante), siendo administrada por la Confederación Hidrográfica del Segura, CHS.

## Poblaciones y municipios que atraviesa el río Segura
- En la provincia de Jaén: Pontones (Santiago-Pontones)
- En la provincia de Albacete: Yeste, Letur, Elche de la Sierra, Férez, Socovos y Hellín.
- En la Región de Murcia: Moratalla, Calasparra, Cieza, Abarán, Blanca, Ojós, Ulea, Villanueva del Segura, Archena, Ceutí, Lorquí, Alguazas, Molina de Segura, Torres de Cotillas, Javalí Nuevo, Alcantarilla, Murcia, Alquerías, El Raal y Beniel.
- En la provincia de Alicante: Orihuela, Benejúzar, Benijófar, Formentera del Segura, Rojales y Guardamar del Segura.